# Haas VF-18
A Haas VF-18 egy Formula–1-es versenyautó, melyet az olasz Dallara tervezett a Haas F1 Team számára, amely azt a 2018-as Formula–1 világbajnokság során versenyztette. Pilótái Romain Grosjean és Kevin Magnussen voltak.

## Áttekintés
A tervezés során elsődleges szempont volt, hogy a kasztni legyen stabilabb, ennek köszönhetően pedig legyen a teljesítmény is kiegyensúlyozottabb. Az előző szezon ugyanis meglehetősen hektikusra sikeredett: egymás utáni versenyeken hol kiestek a versenyzők, hol pontokat szereztek, hol nagyon távol álltak ettől. A Dallara ennek érdekében a lehető legkönnyebbre tervezte a kasztnit, így a Haas szabad kezet kapott abban, hogy a minimumtömeg eléréséhez szükséges ballasztot oda rakja, ahová optimálisnak találja.
A szezon elején a riválisok vizsgálatot szorgalmaztak a VF-18-assal kapcsolatosan, ugyanis szembetűnő hasonlóságokat véltek felfedezni közte, és a Ferrari előző évi autója, a Ferrari SF70H között. Tény, hogy a Haas és a Ferrari ebben az évben szorosabb partnerkapcsolatra lépett, mint ahogy az is, hogy a szabályok tiltották azt, hogy egy csapat egy másiknak adja el a saját maga által fejlesztett autót (minden csapatnak saját magának kellett fejlesztenie). Günther Steiner csapatfőnök a kritikákkal kapcsolatosan annyit jegyzett meg, hogy valóban vásároltak a Ferraritól részegységeket, de azt a szabályok nem tiltották, és az FIA is jóváhagyta ezt.
A csapat ebben az idényben meglehetősen jól teljesített, habár az idénynyitó ausztrál nagydíjon kettős kiesést könyvelhettek el. Az egész évet tekintve Grosjean volt a gyengébb és Magnussen szerezte a pontokat, de például a legjobb eredményüket, egy negyedik helyet Grosjean szerezte meg Ausztriában. Két futamról diszkvalifikálták is őket: Grosjeant az olasz futamról, mert szabálytalan volt a padlólemeze, Magnussent pedig Austinban, mert több üzemanyagot fogyasztott a megengedettnél. A csapat az idényt az ötödik helyen zárta. Ebben az évben érték el az első leggyorsabb körüket is, Magnussen révén. Szingapúrban.

## Eredmények
| Év   | Csapat       | Motor           | Gumik | Pilóták   | Futamok | Futamok | Futamok | Futamok | Futamok | Futamok | Futamok | Futamok | Futamok | Futamok | Futamok | Futamok | Futamok | Futamok | Futamok | Futamok | Futamok | Futamok | Futamok | Futamok | Futamok | Pontok | Helyezés |
| Év   | Csapat       | Motor           | Gumik | Pilóták   | AUS     | BHR     | CHN     | AZE     | ESP     | MON     | CAN     | FRA     | AUT     | GBR     | GER     | HUN     | BEL     | ITA     | SIN     | RUS     | JPN     | USA     | MEX     | BRA     | ABU     | Pontok | Helyezés |
| ---- | ------------ | --------------- | ----- | --------- | ------- | ------- | ------- | ------- | ------- | ------- | ------- | ------- | ------- | ------- | ------- | ------- | ------- | ------- | ------- | ------- | ------- | ------- | ------- | ------- | ------- | ------ | -------- |
| 2018 | Haas F1 Team | Ferrari 062 EVO | P     | Grosjean  | KI      | 13      | 17      | KI      | KI      | 15      | 12      | 11      | 4       | KI      | 6       | 10      | 7       | DSQ     | 15      | 11      | 8       | KI      | 16      | 8       | 9       | 93     | 5.       |
| 2018 | Haas F1 Team | Ferrari 062 EVO | P     | Magnussen | KI      | 5       | 10      | 13      | 6       | 13      | 13      | 6       | 5       | 9       | 11      | 7       | 8       | 16      | 18      | 8       | KI      | DSQ     | 15      | 9       | 10      | 93     | 5.       |

- † – Nem fejezte be a futamot, de rangsorolva lett, mert teljesítette a versenytáv 90%-át.
- Félkövérrel jelezve a leggyorsabb kör

## Fordítás
- Ez a szócikk részben vagy egészben  a   Haas VF-18 című angol Wikipédia-szócikk ezen változatának fordításán alapul.  Az eredeti cikk szerkesztőit annak laptörténete sorolja fel. Ez a jelzés csupán a megfogalmazás eredetét és a szerzői jogokat jelzi, nem szolgál a cikkben szereplő információk forrásmegjelöléseként.